# Gambia en los Juegos Olímpicos de Barcelona 1992
Gambia estuvo representada en los Juegos Olímpicos de Barcelona 1992 por cinco deportistas masculinos que compitieron en atletismo.
El portador de la bandera en la ceremonia de apertura fue el atleta Dawda Jallow. El equipo olímpico gambiano no obtuvo ninguna medalla en estos Juegos.